# Grazer Wagen der Straßenbahn Timișoara
Die Grazer Wagen der Straßenbahn Timișoara waren eine Serie ungarischer Pferdebahnwagen. Die zusammen fünf Fahrzeuge, die keine Betriebsnummern besaßen, beschaffte die damals Temesvári Közúti Vaspálya Társaság (TKVT) genannte Verkehrsgesellschaft in der ersten Hälfte des Jahres 1891 für das örtliche Straßenbahnnetz. Ursächlich für die Aufstockung des Bestands war die Universalausstellung für Industrie und Landwirtschaft, die zwischen dem 19. Juni und dem 30. September im damaligen Temesvár stattfand. Mit ihnen konnte der Verkehr auf der Linie in die Fabrikstadt, die direkt am Ausstellungsgelände im Franz-Joseph-Park vorbeiführte, von zwei auf drei Wagen je Kurs verdichtet werden. Sie wurde mit vier Umläufen bedient, der fünfte Wagen diente somit als Reserve.

## Beschreibung
Die 1891 nachbeschafften Wagen ähnelten äußerlich der Erstausstattung von 1869, den Spiering-Wagen der Straßenbahn Timișoara. Jedoch bekam mit der Grazer Waggon- & Maschinen-Fabriks-Aktiengesellschaft vorm. Joh. Weitzer aus Graz diesmal ein anderes Unternehmen den Produktionszuschlag. Deren Fahrzeuge waren etwas kleiner und leichter als diejenigen aus dem Eröffnungsjahr, außerdem verfügten sie über Gummifedern statt der zuvor üblichen Stahlfedern. Zudem besaßen sie keine Fensterscheiben, das heißt, sie waren als Sommerwagen nur mit Vorhängen ausgestattet. Ferner waren die beiden Plattformen nur mit einem Gitter abgesichert statt verblecht. Durch die verschiedenen Maßnahmen zur Gewichtsreduzierung konnten die Grazer Wagen – statt von zwei beziehungsweise drei Pferden wie die Wagen aus dem Eröffnungsjahr – von nur jeweils einem Pferd gezogen werden. Außerdem besaßen die Einspänner von Beginn an nur eine einheitliche Wagenklasse und daher auch keine Trennwand im Wageninneren.
Als die Pferdebahn in Timișoara zum 27. Juli 1899 auf elektrischen Betrieb umgestellt wurde, endete der Einsatz der Grazer Wagen. Anders als ein Teil der schwereren Spiering-Wagen von 1869 wurden sie nicht als Beiwagen für die Elektrische weitergenutzt. Von den fünf Fahrzeugen blieb keines erhalten.